# 西二線臨時乘降場
西二線臨時乘降場（日语：／ Nishi-Nisen karijōkō-ba */?）是位於北海道斜里郡斜里町字以久科南，日本國有鐵道（國鐵）的根北線臨時乘降場（廢站）。隨著根北線廢線，臨時乘降場在1970年（昭和45年）12月1日廢除。

## 歷史
- 1958年（昭和33年） - 臨時乘降場啟用[1]。
- 1970年（昭和45年）12月1日 - 根北線全線廢除，臨時乘降場也廢除[1]。

## 相鄰車站
日本國有鐵道
根北線
以久科－西二線臨時乘降場－下越川

## 注腳
1. 1 2  今尾惠介監修《日本鐵道旅行地圖帳》1號 北海道，新潮社，2008年，p.43